# Cantó de Monsols
El cantó de Monsols és un antic cantó francès del departament del Roine, situat al districte de Villefranche-sur-Saône. Té 13 municipis i el cap és Monsols.

## Municipis
- Aigueperse
- Azolette
- Cenves
- Monsols
- Ouroux
- Propières
- Saint-Bonnet-des-Bruyères
- Saint-Christophe
- Saint-Clément-de-Vers
- Saint-Igny-de-Vers
- Saint-Jacques-des-Arrêts
- Saint-Mamert
- Trades

| Data d'elecció                           | Identitat        | Partit                         | Qualitat |
| ---------------------------------------- | ---------------- | ------------------------------ | -------- |
| 1945-1982                                | Louis Leschelier | Radical, després divers droite |          |
| 1982-2001                                | Joseph Ducarre   | UDF-radical                    |          |
| 2001-2015                                | Daniel Martin    | Centristes                     |          |
| les dades anteriors no són pas conegudes |                  |                                |          |